# Maurice Pons
Maurice Pons (* 14. September 1925 in Straßburg, Département Bas-Rhin; † 8. Juni 2016 in Andé, Département Eure) war ein französischer Schriftsteller und Übersetzer.

## Leben
Pons war der Sohn von Émile Pons (1885–1964), der an der Universität Straßburg lehrte, und dessen Ehefrau Jeanne Dole (1895–1991). Im Anschluss an seine Schulzeit begann Pons Philosophie zu studieren, brach dieses Studium aber ohne Abschluss ab.
Bereits während seines Studiums verfasste Pons kleine literarische Texte. Durch seine Familie kannte Pons den Verleger René Julliard (1900–1962), der sich von diesen Texten begeistert zeigte und 1951 „Métrobate“, eine Erzählung, veröffentlichte. Unter den begeisterten Lesern war auch François Truffaut, der 1957 Pons’ Erzählung „Virginales“ als Kurzfilm Die Unverschämten verfilmte.
Neben seinen literarischen Werken schrieb Pons als Journalist u. a. für die Zeitschrift Arts des Kunsthändlers Georges Wildenstein und als Filmkritiker arbeitete Pons viel mit dem Filmproduzenten Cino del Duca (1899–1967) zusammen. Im Herbst 1957 war Pons das erste Mal in Mühle von Andé von Suzanne Lepinska. Begonnen hatten diese Treffen privat, bis Lepinska in ihrer Mühle 1962 die Association culturelle du moulin d’Andé gründete. Regelmäßig trafen sich dort Autoren wie René Depestre, Eugène Ionesco, Georges Perec u. a. Auch viele Filmschaffende wie Alain Cavalier, Roberto Enrico und Louis Malle waren hier oft zu Besuch.
Politisch interessiert, sah Pons die Kolonialpolitik seines Landes (→Afrikanisches Jahr) sehr kritisch. Zusammen mit Catherine Sauvage und vielen anderen protestierte Pons gegen die Französische Doktrin (→Algerienkrieg) und unterschrieb im September 1960 das Manifest der 121.
Maurice Pons wohnte bis an sein Lebensende in der Mühle. Er starb am 8. Juni 2016 in Andé und fand dort auch seine letzte Ruhestätte.

## Ehrungen
- 1989 Grand Prix de la Nouvelle (Académie française) für die Erzählung Virginales

## Werke (Auswahl)
Als Autor
- La mort d’Éros. Paris 1953.
  - Deutsch: Gönnt mir den Flug. Ein Schauspielerroman. Argon Verlag, Berlin 1954.
- Patinir ou l’harmonie du monde. Paris 1980.
  - Deutsch: Patinir oder die Harmonie der Welt. Dumont, Köln 1981, ISBN 3-770-11318-7.
- Le passager de la nuit. Paris 1991 (Nachdruck d. Ausg. Paris 1960)
- Embuscade à Palestro. Paris 1992 (früher unter dem Titel Le cordonnier Aristote)
  - Deutsch: Die Unschuldigen. Erzählungen. Marion von Schröder Verlag, Hamburg 1962.
- Délicieuses frayeurs. Paris 2006.

Als Übersetzer
- John Arden: La danse du sergent Musgrave (Serjeant Musgrave’s Dance).
- Barbara Garson: MacBird (MacBird)
- Jerzy Kosiński: L’oiseau bariolé (The painted bird).
- Robert M. Pirsig: Traité du zen et de l’entretien des motocyclettes (Zen and the art of motocycle maintenance)[2]
- Tennessee Williams: Le boxer manchot. Paris 1993, ISBN 2-264-00404-5.